# I Gusti Ngurah Rai
I Gusti Ngurah Rai (Badung, 30 de gener de 1917 - Marga, 20 de novembre de 1946) va ser un Gelar Pahlawan Nasional Indonesia (heroi nacional d'Indonèsia).
Tinent coronel comandant les forces armades indonèsies a Bali, va lluitar contra els neerlandesos durant la Guerra d'Independència d'Indonèsia. Va morir en la batalla de Marga el 1946.

## Biografia

### Joventut
Ngurah Rai va néixer a la desa de Carangsari, kabupaten de Badung a Bali el 30 de gener de 1917. Va estudiar a l'escola primària holandesa i després a la universitat de Malang, Java Oriental.
A continuació, va rebre formació militar holandesa a l'Escola Militar de Cadets a Gianyar, Bali i Magelang, Java Central. Després de graduar-se, es va unir a l'exèrcit neerlandès com a sotstinent a Bali.

### Carrera militar

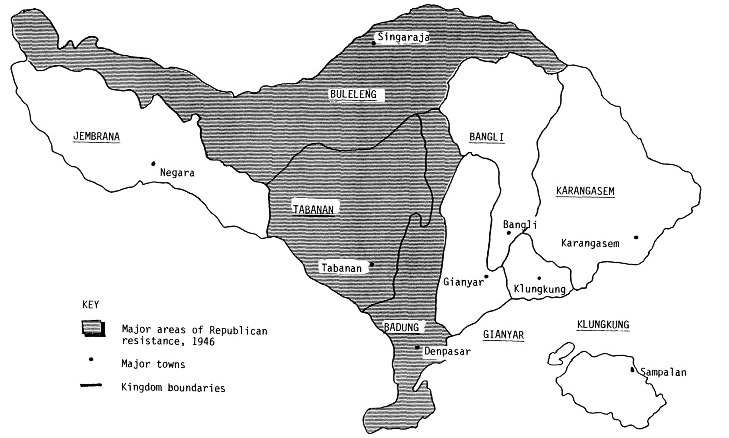
La divisió política dels regnes balinesos durant la Revolució Indonèsia (1945-1949)

Després de la proclamació de la independència d'Indonèsia, va crear l'Exèrcit Popular de Seguretat, precursor de les Forces Armades d'Indonèsia per a les Illes Petites de la Sonda. Posteriorment, viatja cap a Yogyakarta, capital de la República, per rebre les ordres abans de tornar a Bali per oposar-se a uns 2000 soldats holandesos que havien desembarcat els dies 2 i 3 de març de 1946.
Ngurah Rai va trobar a les forces republicanes dividides i es va esforçar per unir-les. Després va organitzar el primer atac contra la seu de les forces holandeses en el Kabupaten de Tabanan. Els holandesos intenten localitzar la base de Ngurah Rai i li proposen negociacions, que ell rebutja.
El 20 de novembre de 1946, els holandesos van llançar un gran atac a Marga amb l'ajut de les tropes de Lombok i el suport de la força aèria. El tinent-coronel Ngurah Rai va ordenar un puputan (lluita fins a la mort) en què mor amb tots els seus soldats. La batalla va ser coneguda com la batalla de Marga.

## Funerals i estàtus d'heroi nacional
Ngurah Rai està enterrat a Marga. El 9 d'agost de 1975, va ser declarat Heroi Nacional per Decisió Presidencial n° 063/TK/TH 1975. Aeroport Internacional de Denpasar (Bali) va ser anomenat en honor seu (Aeroport internacional Ngurah Rai), i apareix als bitllets 50.000 rupies indonèsies.

## Galeria d'imatges

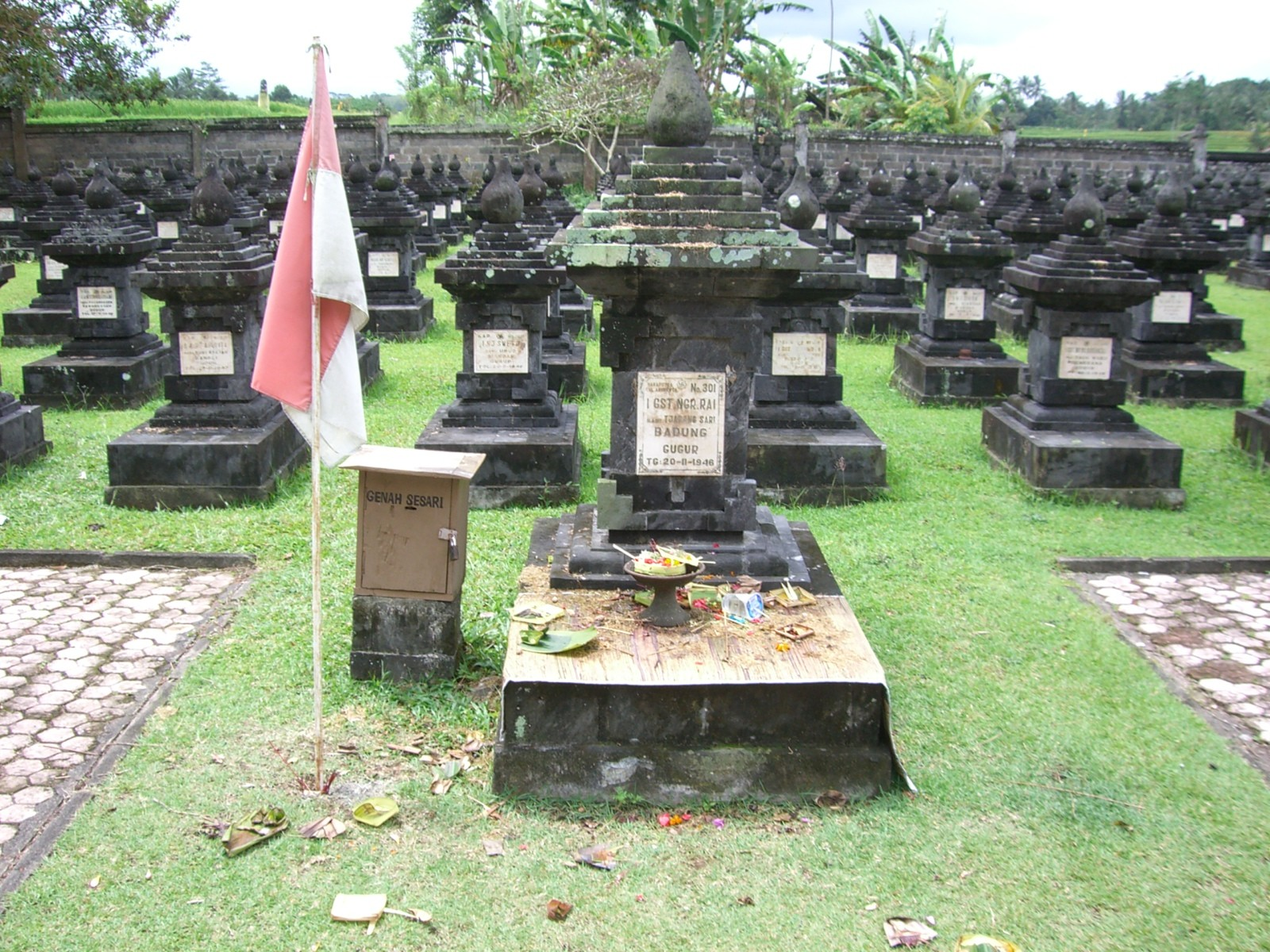
Tomba
8° 27′ 52.87″ S, 115° 9′ 52.09″ E / 8.4646861°S,115.1644694°E
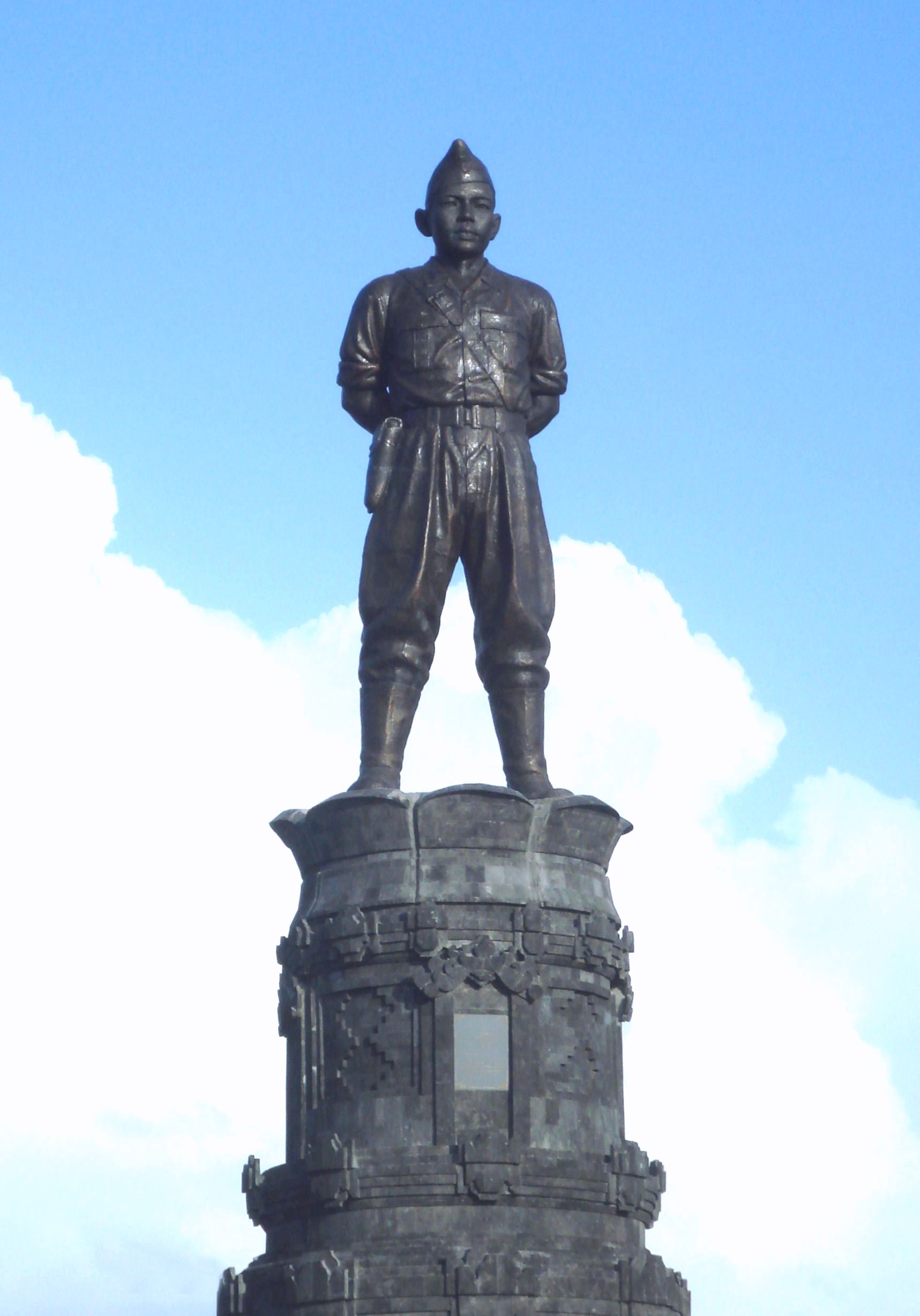
Estàtua a Bali
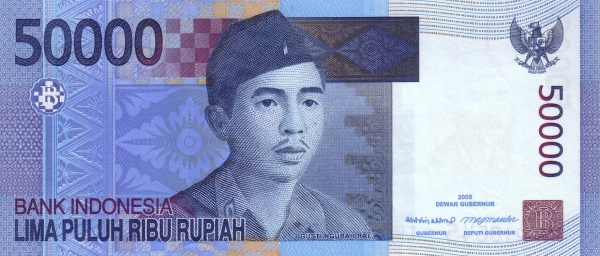
Bitllet de 50.000 rupies indonèsies